# میکولووکا
میکولووکا (به چکی: Mikulůvka) یک منطقهٔ مسکونی در جمهوری چک است که در ناحیه وستین واقع شده‌است. میکولووکا ۱۳٫۱۷ کیلومتر مربع مساحت و ۶۶۲ نفر جمعیت دارد و ۳۳۵ متر بالاتر از سطح دریا واقع شده‌است.